# Ḩeşār (ort i Nordkhorasan, lat 37,15, long 57,30)
Ḩeşār (persiska: حصار) är en ort i Iran.   Den ligger i provinsen Nordkhorasan, i den nordöstra delen av landet, 500 km öster om huvudstaden Teheran. Ḩeşār ligger 1 117 meter över havet och antalet invånare är 157.
Terrängen runt Ḩeşār är kuperad norrut, men söderut är den platt. Runt Ḩeşār är det ganska glesbefolkat, med 30 invånare per kvadratkilometer. Närmaste större samhälle är Kesreq, 6,2 km söder om Ḩeşār. Omgivningarna runt Ḩeşār är i huvudsak ett öppet busklandskap.